# Машина для голосования
Машина для голосования — устройство для автоматической регистрации и подсчёта голосов избирателей. Термин объединяет всё разнообразие применяемых на выборах приборов: механических, электромеханических, электронных. Основной задачей машин для голосования является сокращение трудовых и временных затрат, весьма значительных при ручном подсчёте голосов. Другим важным достоинством считается бо́льшая точность подсчёта, однако эта точка зрения подвергается критике даже в привычных к подобным устройствам государствах. Непроверяемость точности подсчёта, возможные ошибки и злонамеренные искажения итогов голосования, а в наше время[когда?] ещё и уязвимость перед хакерскими атаками являются распространёнными аргументами против средств автоматического подсчёта голосов.

## Типология и история развития
Одними из первых, если не первыми, кто предложил использовать для подсчёта голосов технические средства, были британские чартисты в 1838, однако наибольшее развитие эти технологии получили в США, что связано не столько с успехами американской демократии, сколько со сложностью американской избирательной системы по сравнению с другими системами XIX века. Кроме того, и чартисты, и многие деятели в США как раз в этот период активно требовали права на тайное голосование, которое и должны были обеспечить машины. Способствовали решению в пользу голосовальных машин и многочисленные скандалы, связанные с подсчётом голосов.

### Механические
Первые машины для голосования были механическими, и для работы им не требовалось бумажных бюллетеней. Результаты голосования сохранялись исключительно на счётчике устройства, что преподносилось их сторонниками как достоинство, предотвращающее возможность умышленных фальсификаций. С другой стороны, результаты становились непроверяемыми, а свойственные механике частые поломки ставили голосование под угрозу. Отмечалось также, что злоумышленник с достаточными техническими навыками мог перенастроить оборудование.
Машина, предложенная чартистами, применялась на британских парламентских выборах. Каждый избиратель получал шарик, который опускал в машину через отверстие, соответствующее его кандидату. Шарик приводил в действие счётчик голосов и, выпав из машины, передавался следующему избирателю.

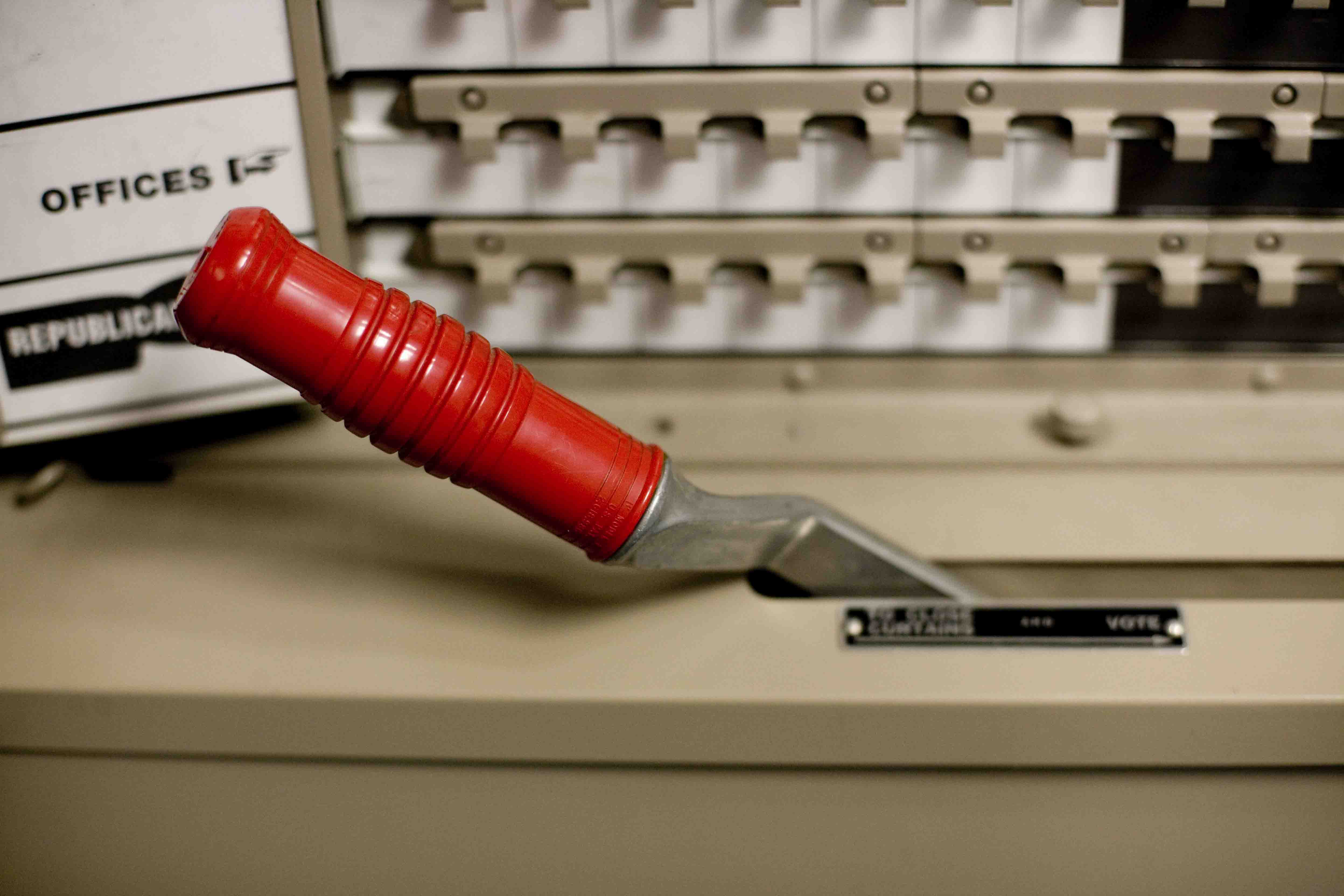
Рычаг машины для голосования. 2008

В США, где в один день могло проходить несколько выборов разного уровня и по разным системам, требовались и более сложные машины. Наибольшее распространение получила конструкция с рычагом и счётчиком, устроенным по принципу одометра. Впервые она была применена в 1892 в Рочестере, штат Нью-Йорк, но стала настолько популярной, что управление при помощи рычагов перекочевало в более поздние модели, в том числе в электромеханические машины второго поколения, используемые в штате Нью-Йорк и сейчас.
Войдя в кабину для голосования, избиратель нажимает рычаг, тем самым закрывая шторку и снимая блокировку с рычажков для голосования. С помощью последних делается выбор в пользу кандидатов или решений (в случае референдума) по каждому из вопросов. При помощи специальных рычагов можно сразу выбрать всех кандидатов от одной партии. Сделав выбор, избиратель вновь нажимает рычаг, открывающий штору, и его голос считается отданным.

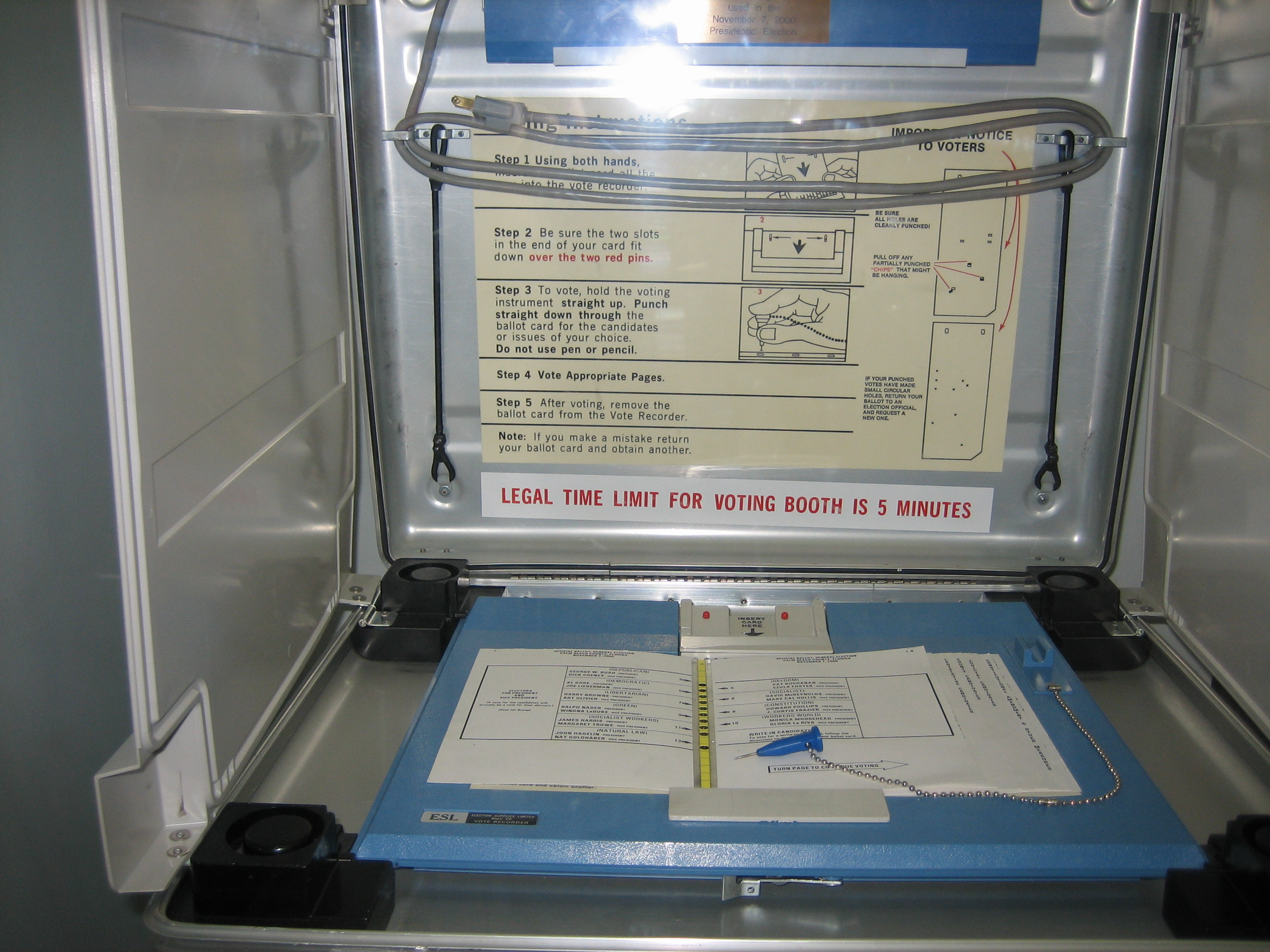
Американская машина для голосования, использующая перфокарту и бюллетень-бабочку

### Электромеханические
Электромеханические машины для голосования устроены на основе перфокарт. Такие устройства получили наибольшее распространение в США, начиная с 1960-х. Избирателю предлагается отметить выбранных кандидатов при помощи специальной иголки, а затем счётная машина по отверстиям в перфокартах, где столбцы соответствуют уровню выборов, а строки — выдвинувшим кандидатов партиям, вычисляет результаты выборов. Чтобы упростить задачу избирателя, используется так называемый бюллетень-бабочка (англ. butterfly ballot): перфокарта вставляется в направляющие с отверстиями, каждое из которых подписано фамилией кандидата на бюллетене-бабочке. Перевернув страницу, можно перейти к перфорации следующего столбца и, следовательно, другому уровню выборов. Строго говоря, название «бюллетень» здесь довольно условно: роль индивидуального избирательного бюллетеня выполняет перфокарта.
Именно с этим типом устройств был связан скандал при подсчёте голосов в штате Флорида во время президентских выборов 2000. Утверждалось, что бюллетень-бабочка был свёрстан таким образом, что сторонники Альберта Гора могли по ошибке проголосовать за другого кандидата.

### Электронные
Прогресс в электронике дал новый толчок и развитию машин для голосования. Технологии автоматизированного подсчёта голосов стали более разнообразными, увеличилось число стран, принявших их на вооружение. Большинство электронных устройств позволяет обходиться без бумажных бюллетеней: голосование производится при помощи сенсорного дисплея или кнопок. Распространены также устройства оптического сканирования бумажных бюллетеней.

## По странам
В России в настоящее время применяется два основных типа машин для голосования: комплексы обработки избирательных бюллетеней (так называемые электронные урны) и устройства сенсорного голосования. Первое работает с бумажными бюллетенями, второе использует технологию электронного бюллетеня, и выбор осуществляется на сенсорном экране.